# 川崎軍二
川崎 軍二（かわさき ぐんじ、1936年 - ）は日本の映画監督・AV監督。

## 来歴・人物
1957年、多摩美術大学在学中に日活に美術スタッフとして入社。日活黄金期から日活ロマンポルノ時代まで20年間にわたり在籍。フリーになった後は、白井伸明監督に誘われ、アダルトビデオの制作を始める。
アダルトビデオ・Vシネマにおいて大人の愛情の物語を描く作品を数多く監督している。
現在は、グラフィティジャパン（「無敵の軍二」レーベル）、ホットエンターテイメント（「軍二」「黄軍二」レーベル）から定期的に作品がリリースされている。

## 主な作品
- 『鍵』（1983年） - 美術
- 『母子相姦遊戯 憧れの母』里中亜矢子
- 『湖畔の濡れた宿 人妻レズ』麻倉みお・山本さき・風野ちか
- 『肉欲廃工場の夫婦達』
- 『芸者のみだれ髪』
- 『子種狩りの村』